# Sulop, Davao del Sur

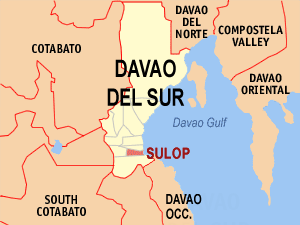
Bản đồ của Davao del Sur với vị trí của Sulop

Sulop là một đô thị hạng 3 ở tỉnh Davao del Sur, Philippines. Theo điều tra dân số năm 2000, đô thị này có dân số 27.340 người trong 5.800 hộ.

## Các đơn vị hành chính
Sulop được chia thành 25 barangay.
| - Balasinon - Buguis - Carre - Clib - Harada Butai - Katipunan - Kiblagon - Labon - Laperas - Lapla - Litos - Luparan - Mckinley | - New Cebu - Osmeña - Palili - Parame - Poblacion - Roxas - Solongvale - Tagolilong - Tala-o - Talas - Tanwalang - Waterfall - Mã địa lý chuẩn Philipin Lưu trữ ngày 13 tháng 4 năm 2012 tại Wayback Machine - Thông tin điều tra dân số năm 2000 của Philipin Lưu trữ ngày 23 tháng 9 năm 2005 tại Wayback Machine Bản mẫu:Davao del Sur |
| Bài viết này vẫn còn sơ khai. Bạn có thể giúp Wikipedia mở rộng nội dung để bài được hoàn chỉnh hơn.                             | |